# Tour d'Europe
Pour les articles homonymes, voir Tour de l'Europe.
Le Tour d'Europe est une compétition cycliste disparue, fondée par Jean Leulliot qui a eu deux éditions : 1954 et 1956. 
À la suite de l'édition 1954, Jean Leulliot ne parvient par à organiser de Tour d'Europe 1955, en raison de la concurrence du Tour de Catalogne et du Tour de Grande-Bretagne. L'Équipe, Le Parisien libéré, La Gazzetta dello Sport et Les Sports achètent les droits de la course et organisent l'édition 1956. Par la suite, les Tours de France et d'Italie « englobent » le Tour d'Europe et prennent le nom officiel de « Tour de France et d'Europe » et « Tour d'Italie et d'Europe »,,.

## Histoire
La première édition remportée par Primo Volpi est ouverte aux professionnels et aux indépendants. L'édition 1956, organisée par les titres de presse ayant racheté les droits, est elle ouverte aux seuls amateurs et indépendants. Elle est remportée par Roger Rivière.

## Palmarès
| Année | Vainqueur     | Deuxième         | Troisième        |
| ----- | ------------- | ---------------- | ---------------- |
| 1954  | Primo Volpi   | Hilaire Couvreur | Luciano Pezzi    |
| 1955  | Non-disputé   | Non-disputé      | Non-disputé      |
| 1956  | Roger Rivière | Marcel Rohrbach  | Gianni Ferlenghi |